# Leichtathletik-Halleneuropameisterschaften 2015
| Medaillenspiegel (Endstand nach 26 Entscheidungen) | Medaillenspiegel (Endstand nach 26 Entscheidungen) | Medaillenspiegel (Endstand nach 26 Entscheidungen) | Medaillenspiegel (Endstand nach 26 Entscheidungen) | Medaillenspiegel (Endstand nach 26 Entscheidungen) | Medaillenspiegel (Endstand nach 26 Entscheidungen) |
| Platz                                              | Nation                                             | Gold                                               | Silber                                             | Bronze                                             | Gesamt                                             |
| -------------------------------------------------- | -------------------------------------------------- | -------------------------------------------------- | -------------------------------------------------- | -------------------------------------------------- | -------------------------------------------------- |
| 01                                                 | Russland                                           | 6                                                  | 1                                                  | 0                                                  | 7                                                  |
| 02                                                 | Frankreich                                         | 3                                                  | 1                                                  | 1                                                  | 5                                                  |
| 03                                                 | Großbritannien & NI                                | 2                                                  | 4                                                  | 3                                                  | 9                                                  |
| 04                                                 | Tschechien                                         | 2                                                  | 1                                                  | 3                                                  | 6                                                  |
| 05                                                 | Niederlande                                        | 2                                                  | 0                                                  | 3                                                  | 5                                                  |
| 06                                                 | Deutschland                                        | 1                                                  | 3                                                  | 2                                                  | 6                                                  |
| 07                                                 | Polen                                              | 1                                                  | 2                                                  | 5                                                  | 8                                                  |
| 08                                                 | Belgien                                            | 1                                                  | 2                                                  | 0                                                  | 3                                                  |
| 08                                                 | Belarus                                            | 1                                                  | 2                                                  | 0                                                  | 3                                                  |
| 010                                                | Serbien                                            | 1                                                  | 1                                                  | 0                                                  | 2                                                  |
| 010                                                | Türkei                                             | 1                                                  | 1                                                  | 0                                                  | 2                                                  |
| 010                                                | Ukraine                                            | 1                                                  | 1                                                  | 0                                                  | 2                                                  |
| ...                                                |                                                    |                                                    |                                                    |                                                    |                                                    |
| 014                                                | Schweiz                                            | 1                                                  | 0                                                  | 0                                                  | 1                                                  |
| ...                                                |                                                    |                                                    |                                                    |                                                    |                                                    |
| Total                                              | Total                                              | 26                                                 | 27                                                 | 25                                                 | 78                                                 |
| Vollständiger Medaillenspiegel                     |                                                    |                                                    |                                                    |                                                    |                                                    |

Die 33. Leichtathletik-Halleneuropameisterschaften wurden vom 5. bis 8. März 2015 in der O₂ Arena in Prag ausgetragen.

## Bewerbungen um den Austragungsort
Neben Prag hatte sich Istanbul um die Austragung der Halleneuropameisterschaften beworben. Die Entscheidung zugunsten der tschechischen Hauptstadt fiel im Mai 2012 in Sofia auf der 132. Ratsversammlung des europäischen Leichtathletikverbands. Prag war bereits Austragungsort der Europäischen Hallenspiele 1967, einer Vorläuferveranstaltung der Halleneuropameisterschaften, sowie der Leichtathletik-Europameisterschaften 1978.

## Ergebnisse Männer

### 60 m
| Platz | Athlet          | Land | Zeit (s) |
| ----- | --------------- | ---- | -------- |
| 1     | Richard Kilty   | GBR  | 6,51 SB  |
| 2     | Christian Blum  | GER  | 6,58     |
| 3     | Julian Reus     | GER  | 6,60 SB  |
| 4     | Michael Tumi    | ITA  | 6,61 SB  |
| 5     | Pascal Mancini  | SUI  | 6,62     |
| 6     | Lucas Jakubczyk | GER  | 6,62     |
| 7     | Emmanuel Biron  | FRA  | 6,72     |
| –     | Chijindu Ujah   | GBR  | DQ       |

### 400 m
| Platz | Athlet          | Land | Zeit (s) |
| ----- | --------------- | ---- | -------- |
| 1     | Pavel Maslák    | CZE  | 45,33 CR |
| 2     | Dylan Borlée    | BEL  | 46,25 PB |
| 3     | Rafał Omelko    | POL  | 46,26 PB |
| 4     | Łukasz Krawczuk | POL  | 46,31 PB |
| 5     | Jewhen Huzol    | UKR  | 46,73    |
| 6     | Matteo Galvan   | ITA  | 46,87    |

### 800 m
| Platz | Athlet             | Land | Zeit (min) |
| ----- | ------------------ | ---- | ---------- |
| 1     | Marcin Lewandowski | POL  | 1:46,67    |
| 2     | Mark English       | IRL  | 1:47,20    |
| 3     | Thijmen Kupers     | NED  | 1:47,25 SB |
| 4     | Andreas Almgren    | SWE  | 1:47,78    |
| 5     | Robin Schembera    | GER  | 1:47,83    |
| 6     | Guy Learmonth      | GBR  | 1:47,84    |

### 1500 m
| Platz | Athlet              | Land | Zeit (min) |
| ----- | ------------------- | ---- | ---------- |
| 1     | Jakub Holuša        | CZE  | 3:37,68 NR |
| 2     | İlham Tanui Özbilen | TUR  | 3:37,74 SB |
| 3     | Chris O’Hare        | GBR  | 3:38,96 SB |
| 4     | Homiyu Tesfaye      | GER  | 3:39,08    |
| 5     | Charlie Grice       | GBR  | 3:39,43 PB |
| 6     | Henrik Ingebrigtsen | NOR  | 3:39,70 NR |
| 7     | John Travers        | IRL  | 3:41,50    |
| 8     | Walentin Smirnow    | RUS  | 3:41,88    |

### 3000 m
| Platz | Athlet              | Land | Zeit (min) |
| ----- | ------------------- | ---- | ---------- |
| 1     | Ali Kaya            | TUR  | 7:38,42 CR |
| 2     | Lee Emanuel         | GBR  | 7:44,48 PB |
| 3     | Henrik Ingebrigtsen | NOR  | 7:45,54 NR |
| 4     | Jesús España        | ESP  | 7:47,12 SB |
| 5     | Richard Ringer      | GER  | 7:48,44    |
| 6     | Adel Mechaal        | ESP  | 7:49,59    |
| 7     | Łukasz Parszczyński | POL  | 7:50,11 SB |
| 8     | Florian Orth        | GER  | 7:51,02    |

### 60 m Hürden
| Platz | Athlet                  | Land | Zeit (s) |
| ----- | ----------------------- | ---- | -------- |
| 1     | Pascal Martinot-Lagarde | FRA  | 7,49 SB  |
| 2     | Dimitri Bascou          | FRA  | 7,50     |
| 3     | Wilhem Belocian         | FRA  | 7,52 PB  |
| 4     | Erik Balnuweit          | GER  | 7,59 SB  |
| 5     | Lawrence Clarke         | GBR  | 7,63     |
| 6     | Konstandinos Douvalidis | GRE  | 7,64     |
| 7     | Balázs Baji             | UNG  | 7,65     |
| 8     | Petr Svoboda            | CZE  | 7,67     |

### 4 × 400 m Staffel
| Platz | Land                   | Athleten                                                   | Zeit (min) |
| ----- | ---------------------- | ---------------------------------------------------------- | ---------- |
| 1     | Belgien                | Julien Watrin Dylan Borlée Jonathan Borlée Kevin Borlée    | 3:02,87 AR |
| 2     | Polen                  | Karol Zalewski Rafał Omelko Łukasz Krawczuk Jakub Krzewina | 3:02,97 NR |
| 3     | Tschechien             | Daniel Němeček Patrik Šorm Jan Tesař Pavel Maslák          | 3:04,09 NR |
| 4     | Russland               | Aleksei Kenig Pawel Sawin Nikita Wesnin Lew Mossin         | 3:08,00    |
| 5     | Vereinigtes Königreich | Conrad Williams Jamie Bowie Jarryd Dunn Rabah Yousif       | 3:08,56    |
| 6     | Irland                 | Dara Kervick Tim Crowe Harry Purcell Brandon Arrey         | 3:10,61    |

### Hochsprung
| Platz | Athlet            | Land | Höhe (m) |
| ----- | ----------------- | ---- | -------- |
| 1     | Daniil Zyplakow   | RUS  | 2,31 SB  |
| 2     | Silvano Chesani   | ITA  | 2,31 SB  |
| 2     | Adonios Mastoras  | GRE  | 2,31 PB  |
| 4     | Alexandr Schustow | RUS  | 2,28 SB  |
| 5     | Jaroslav Bába     | CZE  | 2,28     |
| 6     | Andrij Prozenko   | UKR  | 2,28     |
| 7     | Gianmarco Tamberi | ITA  | 2,24     |
| –     | Kyriakos Ioannou  | CYP  | NM       |

### Stabhochsprung
| Platz | Athlet                  | Land | Höhe (m) |
| ----- | ----------------------- | ---- | -------- |
| 1     | Renaud Lavillenie       | FRA  | 6,04 CR  |
| 2     | Alexander Gripitsch     | RUS  | 5,85 PB  |
| 3     | Piotr Lisek             | POL  | 5,85     |
| 4     | Robert Sobera           | POL  | 5,80     |
| 5     | Konstandinos Filippidis | GRE  | 5,75 SB  |
| 6     | Valentin Lavillenie     | FRA  | 5,65     |
| 7     | Anton Iwakin            | RUS  | 5,65     |
| 7     | Jan Kudlička            | CZE  | 5,65     |

### Weitsprung
| Platz | Athlet            | Land | Weite (m) |
| ----- | ----------------- | ---- | --------- |
| 1     | Michel Tornéus    | SWE  | 8,30 NR   |
| 2     | Radek Juška       | CZE  | 8,10 PB   |
| 3     | Andreas Otterling | SWE  | 8,06 PB   |
| 4     | Louis Tsatoumas   | GRE  | 7,98      |
| 5     | Jean Marie Okutu  | ESP  | 7,93      |
| 6     | Pawel Schalin     | RUS  | 7,80      |
| 7     | Alyn Camara       | GER  | 7,70      |
| 8     | Rain Kask         | EST  | 7,24      |

### Dreisprung
| Platz | Athlet             | Land | Weite (m) |
| ----- | ------------------ | ---- | --------- |
| 1     | Nelson Évora       | POR  | 17,21 SB  |
| 2     | Pablo Torrijos     | ESP  | 17,04 NR  |
| 3     | Marian Oprea       | ROU  | 16,91 SB  |
| 4     | Alexei Fjodorow    | RUS  | 16,88     |
| 5     | Georgi Zonow       | BUL  | 16,75 PB  |
| 6     | Dmitri Sorokin     | RUS  | 16,65     |
| 7     | Dsmitryj Platnizki | BLR  | 16,43     |
| 8     | Rumen Dimitrow     | BUL  | 16,36     |

### Kugelstoßen
| Platz | Athlet            | Land | Weite (m) |
| ----- | ----------------- | ---- | --------- |
| 1     | David Storl       | GER  | 21,23     |
| 2     | Asmir Kolašinac   | SRB  | 20,90     |
| 3     | Ladislav Prášil   | CZE  | 20,66 SB  |
| 4     | Borja Vivas       | ESP  | 20,59     |
| 5     | Bob Bertemes      | LUX  | 20,48     |
| 6     | Konrad Bukowiecki | POL  | 20,46 PB  |
| 7     | Stipe Žunić       | CRO  | 20,28     |
| 8     | Tobias Dahm       | GER  | 19,58     |

### Siebenkampf
| Platz | Athlet                  | Land | Punkte  |
| ----- | ----------------------- | ---- | ------- |
| 1     | Ilja Schkurenjow        | RUS  | 6353 WL |
| 2     | Arthur Abele            | GER  | 6279 PB |
| 3     | Eelco Sintnicolaas      | NED  | 6185 SB |
| 4     | Gaël Quérin             | FRA  | 6115 PB |
| 5     | Adam Sebastian Helcelet | CZE  | 6031    |
| 6     | Bastien Auzeil          | FRA  | 6011 PB |
| 7     | Jorge Ureña             | ESP  | 5941    |
| 8     | Petter Olson            | SWE  | 5869 SB |

## Ergebnisse Frauen

### 60 m
| Platz | Athletin          | Land | Zeit (s) |
| ----- | ----------------- | ---- | -------- |
| 1     | Dafne Schippers   | NED  | 7,05 WL  |
| 2     | Dina Asher-Smith  | GBR  | 7,08 NR  |
| 3     | Verena Sailer     | GER  | 7,09     |
| 4     | Ezinne Okparaebo  | NOR  | 7,10 NR  |
| 5     | Mujinga Kambundji | SUI  | 7,11 NR  |
| 6     | Olessja Powch     | UKR  | 7,11 PB  |
| 7     | Jamile Samuel     | NED  | 7,19 PB  |
| 8     | Ewa Swoboda       | POL  | 7,20 EJR |

### 400 m
| Platz | Athletin           | Land | Zeit (s) |
| ----- | ------------------ | ---- | -------- |
| 1     | Natalija Pyhyda    | UKR  | 51,96 SB |
| 2     | Indira Terrero     | ESP  | 52,63 SB |
| 3     | Seren Bundy-Davies | GBR  | 52,64    |
| 4     | Iveta Putalová     | SVK  | 52,84 NR |
| 5     | Marie Gayot        | FRA  | 53,11    |
| 6     | Denisa Rosolová    | CZE  | 53,20    |

### 800 m
| Platz | Athletin              | Land | Zeit (min) |
| ----- | --------------------- | ---- | ---------- |
| 1     | Selina Büchel         | SUI  | 2:01,95    |
| 2     | Natalija Lupu         | UKR  | 2:02,25    |
| 3     | Joanna Jóźwik         | POL  | 2:02,45    |
| 4     | Aníta Hinriksdóttir   | ISL  | 2:02,74    |
| –     | Jenny Meadows         | GBR  | DNS        |
| –     | Jekaterina Poistogowa | RUS  | DOP        |

Das Resultat der in 2:01,99 min zunächst zweitplatzierten Russin Jekaterina Poistogowa wurde 2017 wegen eines Dopingvergehens gestrichen.

### 1500 m
| Platz | Athletin               | Land | Zeit (min) |
| ----- | ---------------------- | ---- | ---------- |
| 1     | Sifan Hassan           | NED  | 4:09,04    |
| 2     | Angelika Cichocka      | POL  | 4:10,53    |
| 3     | Federica Del Buono     | ITA  | 4:11,61    |
| 4     | Katarzyna Broniatowska | POL  | 4:12,71    |
| 5     | Gesa Felicitas Krause  | GER  | 4:15,40    |
| 6     | Rosie Clarke           | GBR  | 4:16,49    |
| 7     | Diana Mezuliáníková    | CZE  | 4:16,93 PB |
| 8     | Renata Pliś            | POL  | 4:16,96    |

### 3000 m
| Platz | Athletin              | Land | Zeit (min) |
| ----- | --------------------- | ---- | ---------- |
| 1     | Swjatlana Kudselitsch | BLR  | 8:48,02 PB |
| 2     | Maureen Koster        | NED  | 8:51,64    |
| 3     | Laura Muir            | GBR  | 8:52,44    |
| 4     | Sandra Eriksson       | FIN  | 8:54,06 NR |
| 5     | Sofia Ennaoui         | POL  | 8:56,77    |
| 6     | Giulia Viola          | ITA  | 8:59,04    |
| 7     | Maruša Mišmaš         | SLO  | 8:59,51    |
| 8     | Jennifer Wenth        | AUT  | 8:59,84 PB |

Der ursprünglichen Siegerin Jelena Korobkina aus Russland wurde die Goldmedaille wegen eines Dopingverstoßes nachträglich aberkannt.

### 60 m Hürden
| Platz | Athletin          | Land | Zeit (s) |
| ----- | ----------------- | ---- | -------- |
| 1     | Alina Talaj       | BLR  | 7,85 NR  |
| 2     | Lucy Hatton       | GBR  | 7,90 PB  |
| 3     | Serita Solomon    | GBR  | 7,93 PB  |
| 4     | Cindy Roleder     | GER  | 7,93 PB  |
| 5     | Isabelle Pedersen | NOR  | 7,96     |
| 6     | Nooralotta Neziri | FIN  | 7,97 NR  |
| 7     | Andrea Ivančević  | CRO  | 8,02     |
| 8     | Hanna Plotizyna   | UKR  | 8,10     |

### 4 × 400 m Staffel
| Platz | Land                   | Athletin                                                          | Zeit (min) |
| ----- | ---------------------- | ----------------------------------------------------------------- | ---------- |
| 1     | Frankreich             | Floria Gueï Elea Mariama Diarra Agnès Raharolahy Marie Gayot      | 3:31,61    |
| 2     | Vereinigtes Königreich | Kelly Massey Seren Bundy-Davies Laura Maddox Kirsten McAslan      | 3:31,79    |
| 3     | Polen                  | Joanna Linkiewicz Małgorzata Hołub Monika Szczęsna Justyna Święty | 3:31,90    |
| 4     | Tschechien             | Denisa Rosolová Helena Jiranová Zdeňka Seidlová Zuzana Hejnová    | 3:32,08    |
| 5     | Ukraine                | Natalija Pyhyda Natalija Lupu Alina Lohwynenko Julija Olischewska | 3:32,39    |
| 6     | Russland               | Karina Triputen Jekaterina Renschina Olga Towarnowa Jana Glotowa  | 3:32,53    |

### Hochsprung
| Platz | Athletin                | Land | Höhe (m) |
| ----- | ----------------------- | ---- | -------- |
| 1     | Marija Kutschina        | RUS  | 1,97     |
| 2     | Alessia Trost           | ITA  | 1,97 SB  |
| 3     | Kamila Lićwinko         | POL  | 1,94     |
| 4     | Airinė Palšytė          | LTU  | 1,94     |
| 5     | Ruth Beitia             | ESP  | 1,94     |
| 6     | Justyna Kasprzycka      | POL  | 1,94 SB  |
| 7     | Wenelina Wenewa-Mateewa | BUL  | 1,90     |
| 8     | Michaela Hrubá          | CZE  | 1,85     |
| 8     | Barbara Szabó           | HUN  | 1,85     |

### Stabhochsprung
| Platz | Athletin                | Land | Höhe (m) |
| ----- | ----------------------- | ---- | -------- |
| 1     | Anschelika Sidorowa     | RUS  | 4,80 PB  |
| 2     | Ekaterini Stefanidi     | GRE  | 4,75     |
| 3     | Angelica Bengtsson      | SWE  | 4,70 NR  |
| 4     | Angelina Schuk-Krasnowa | RUS  | 4,60     |
| 5     | Marion Fiack            | FRA  | 4,50     |
| 5     | Nikoleta Kyriakopoulou  | GRE  | 4,50     |
| –     | Katharina Bauer         | GER  | NM       |
| –     | Lisa Ryzih              | GER  | DNS      |

### Weitsprung
| Platz | Athletin           | Land | Weite (m) |
| ----- | ------------------ | ---- | --------- |
| 1     | Ivana Španović     | SRB  | 6,98 NR   |
| 2     | Sosthene Moguenara | GER  | 6,83 SB   |
| 3     | Florentina Marincu | ROU  | 6,79 EJR  |
| 4     | Alina Rotaru       | ROU  | 6,74 PB   |
| 5     | Éloyse Lesueur     | FRA  | 6,73      |
| 6     | Melanie Bauschke   | GER  | 6,59      |
| 7     | Karin Mey Melis    | TUR  | 6,57      |
| 8     | Aiga Grabuste      | LAT  | 6,54      |

### Dreisprung
| Platz | Athletin                | Land | Weite (m) |
| ----- | ----------------------- | ---- | --------- |
| 1     | Jekaterina Konewa       | RUS  | 14,69 WL  |
| 2     | Gabriela Petrowa        | BUL  | 14,52     |
| 3     | Hanna Knjasjewa-Minenko | ISR  | 14,49 NR  |
| 4     | Kristin Gierisch        | GER  | 14,46 PB  |
| 5     | Patrícia Mamona         | POR  | 14,32 SB  |
| 6     | Cristina Bujin          | ROU  | 13,91     |
| 7     | Natallja Wjatkina       | BLR  | 13,69     |
| 8     | Kristiina Mäkelä        | FIN  | 13,66     |

### Kugelstoßen
| Platz | Athletin               | Land | Weite (m) |
| ----- | ---------------------- | ---- | --------- |
| 1     | Anita Márton           | HUN  | 19,23 NR  |
| 2     | Julija Leanzjuk        | BLR  | 18,60     |
| 3     | Radoslawa Mawrodiewa   | BUL  | 17,83     |
| 4     | Alena Abramtschuk      | BLR  | 17,63     |
| 5     | Paulina Guba           | POL  | 17,47     |
| 6     | Denise Hinrichs        | GER  | 17,35     |
| 7     | Anastassija Podolskaja | RUS  | 16,81     |
| 8     | Úrsula Ruiz            | ESP  | 16,07     |

### Fünfkampf
| Platz | Athletin                   | Land | Punkte  |
| ----- | -------------------------- | ---- | ------- |
| 1     | Katarina Johnson-Thompson  | GBR  | 5000 CR |
| 2     | Nafissatou Thiam           | BEL  | 4696 PB |
| 3     | Eliška Klučinová           | CZE  | 4687 NR |
| 4     | Jana Maksimawa             | BLR  | 4628    |
| 5     | Antoinette Nana Djimou Ida | FRA  | 4591    |
| 6     | Györgyi Zsivoczky-Farkas   | UNG  | 4564    |
| 7     | Alina Fjodorowa            | UKR  | 4563    |
| 8     | Anouk Vetter               | NED  | 4548    |